# レオン・パジェス
レオン・パジェス（Léon Pagès、1814年-1886年）はパリ生まれのフランス人外交官でフランスにおける草創期の日本史家。
清国（現・中華人民共和国）駐在のフランス公使館員として1847年から1851年まで北京に赴任している。外交官時代からフランシスコ・ザビエルに興味を持ち、1855年には『聖ザベリオ書簡集』をパリで訳刊している。興味は日本にも向けられたが、パジェスが来日したとの記録はない。パリで政治哲学誌『ユニベール』の編集者を務めたこともある。フランスへ帰国後は日本研究を進め、1859年に『日本図書目録』を、そして4巻からなる『日本帝国史』の稿を起こしたが未完となった。1863年にはパリの東洋語学校に日本語講座が新設され、初代教授の座をレオン・ド・ロニと争うが敗れる。日本キリスト教史にも力を注ぎ、1862年に『日本二十六聖人殉教記』を、1869‐1870年に『日本帝国史』の第3巻に当たる『日本キリシタン宗門史』と付編『史料集』を、1873年には『日本キリシタン迫害と日本遣欧使節記』を刊行した。 

## 来歴
パジェスは1814年にパリに生まれ、パリで育ち、1847年に北京のフランス公使館付き外交官として清国へ赴任する。当時の清国はアヘン戦争（1840年-1842年）でイギリスに敗れ、不平等な南京条約を締結させられたことに不満が高まり、投石や殺害など外国人排斥運動が頻発していた。パジェスは1851年にフランスへ帰国するが、1856年には清国軍と英仏連合軍が対峙する第２次アヘン戦争ともいわれるアロー戦争（1856年-1860年）が勃発している。日本においては江戸時代の嘉永年間（1848年-1854年）にあたり、鎖国のためにパジェスは来日を果たせなかった。

## パリでの業績
外交官時代からフランシスコ・ザビエルに興味を持ち、1855年にザビエルのラテン語の書簡をフランス語で編纂した『聖ザベリオ書簡集』全2巻を1855年にパリで出版した。ザビエルの終焉の地は広東フランス総領事館とポルトガル領マカオのほぼ中間点である広東港外の上川島（現・広東州江門市）にあり、パジェスの強い関心を惹いたと考えられる。また政治にも関心が高くパリの政治ジャーナル紙『ユニベール(L’Unives 1833年-1860年 ISSN 1257-6131)』の編集者も務めた。
パジェスはヨーロッパ各所の図書収蔵機関を訪ねて日本に関する欧人の著書800余点を年代順に整理して1859年には『日本図書目録』を刊行、ついで在日オランダ商館長J.D.クルティウスの『日本文典』をオランダ人J.ホフマンが増訂したものを参考に『日本文法試論』を1861年に刊行した。さらに『日本二十六聖人殉教記』を1862年に訳刊した。

## 東洋語学校日本語講座をめぐる経緯
1858年に日仏修好条約が締結され、1862年に日仏修好通商条約改定のために福沢諭吉を含む竹内下野守ら徳川幕府使節一行がパリを訪れるとフランスでは日本への関心が高まりをみせた。パリの国立東洋語学校ではアラビア語のレイノー教授が亡くなった後、アラビア語の代わりに日本語講座が新設された。1868年の日本語講座の初代教授選で55歳のパジェスは、同じ日本史家で20歳も若い31歳のレオン・ド・ロニに敗れ、失望して後は沈黙する。
しかし日本語に対する探求心が消えること無く、パリ国立図書館で手にしたキリシタン版『日葡辞典』（1603年長崎刊）と、そのスペイン語版である『日西辞典』（1630年マニラ刊）を使って『日仏辞典』の編集が1868年に完成した。パジェスが最終的に意図していたことは４巻からなる『日本史』の執筆であった。しかし、あまりにも大きな企画だったので、現実に完成したのは第3巻目に予定していた『日本切支丹宗門史』（1869年-1870年）だけであった。これはイエズス会のヨゼフ・クリセル神父校閲のもと、吉田小五郎により翻訳され、日本における初期キリスト教に関する貴重な資料となっている。1873年には『日本キリシタン迫害と日本遣欧使節記』を刊行した。

## 著作物
- 『聖ザベリオ書簡集』(Lettres de Saint Franc̜ois-Xavier de la Compagnie de Jésus.) 1855年[5][6]
- 『日本図書目録』(Bibliographie Japonaise.) 1859年[7]
- 『日本文法試論』1861年
- 『日本二十六聖人殉教記 』1862年
- 『日仏辞典』(Dictionnaire japonais-franca̧is.) 1868年[8]
- 『日本キリシタン宗門史』『資料集』(Histoire de la Religion Chrétienne au Japon.) 1869-1870年[9]
- 『日本キリシタン迫害と日本遺欧使節記』1873年

日本語訳
- 『日本切支丹宗門史』 吉田小五郎訳、岩波文庫（上中下）、1938-1940年。復刊1983年、1991年

ISBN 978-4-0033-4331-9、ISBN 978-4-0033-4332-6、ISBN 978-4-0033-4333-3